# انجمن صنعت ضبط استرالیا
انجمن صنعت ضبط استرالیا (به انگلیسی: Australian Recording Industry Association (به اختصار: ARIA)) یک گروه تجاری و نماینده صنعت ضبط موسیقی استرالیا است که در سال ۱۹۸۳ با شش سازمان اصلی به نام‌های EMI،Festival،CBS،RCA،WEA و Universal تأسیس شد. این انجمن جایگزین انجمن محصولات ضبط استرالیا شد که در سال ۱۹۵۶ تشکیل شده‌بود. این انجمن بر جمع‌آوری، مدیریت و توزیع حق امتیاز در استرالیا نظارت می‌کند.

## گواهی‌ها
گواهی‌ها براساس آلبوم‌ها و تک‌آهنگ‌هایی که توسط خرده فروشان خریداری شده تنظیم شده و رابطه مستقیم با خریداران ندارد.با این وجود از زمانی که عرضه و انتشار فیزیکی تک‌آهنگ‌ها متوقف شد در واقع گواهی‌ها براساس خرید خریداران موسیقی اندازه‌گیری می‌شود.
- ۳۵۰۰۰ نسخه : طلا
- ۷۰۰۰۰ نسخه : پلاتین

## جدول‌های انجمن صنعت ضبط استرالیا
جدول‌های انجمن صنعت ضبط استرالیا جدول اصلی فروش موسیقی استرالیاست که هر هفته توسط انجمن صنعت ضبط استرالیا منتشر می‌شود.جدول‌ها نشان‌دهندهٔ بیشترین مقدار فروش یک آلبوم یا تک‌آهنگ در آن مدت می‌باشند.همهٔ رتبه‌بندی‌ها در جدول‌ها بر اساس هر دو نوع فروش فیزیکی و دیجیتالی در استرالیا می‌باشند.